# Шюре, Эдуард
Эдуа́рд Шюре́ (фр. Édouard Schuré; 21 января 1841, Страсбург — 7 апреля 1929, Париж) — французский писатель из Эльзаса, философ и музыковед, автор романов, пьес, исторических, поэтических и философских сочинений. Известен, прежде всего, благодаря своей работе «Великие посвящённые» (фр. Les Grands Initiés), которая была переведена на многие языки, включая русский (1914).

## Биография
Эдуард Шюре родился 21 января 1841 года в Страсбурге, в протестантской семье. После смерти своих родителей он воспитывался в семье преподавателя истории в гимназии Жана Штурма до двадцатилетнего возраста. Затем Эдуард поступил на юридический факультет, в угоду его деду по материнской линии, который являлся деканом, но эта дисциплина стала казаться ему скучной; он проводит большую часть свободного времени на факультете искусств, где с пониманием относится к молодёжи, интересующейся литературой и искусством. Среди них его друг музыкант Виктор Несслер, на сестре которого, Матильде, он женился, а также историк Рудольф Рейсс.
Одновременно с завершением изучения права, Эдуард решил посвятить себя поэзии. Получив юридическое образование, он изучал и философию. После смерти своего деда Эдуард Шюре унаследовал достаточно, чтобы жить за счёт аренды его имущества и заниматься тем, чем ему заблагорассудится. Вскоре он отказался от юридической деятельности, полностью уйдя в литературное творчество.
В круг общения Эдуарда Шюре входили Маргарита Альбани Миньяти (фр. Margaret Albana Mignaty; 1831—1887) — памяти которой посвящена наиболее его известная сегодня работа «Великие посвящённые», — бывшая приёмной дочерью сэра Фредерика Адама (англ. Frederick Adam) и прославившаяся своим интернациональным салоном во Флоренции в 1860—1887 годы; а также композитор Рихард Вагнер и философ Рудольф Штейнер.

## Творчество
Его раннее сочинение «Histoire du Lied» (1868) познакомило французских читателей с целым рядом образцов новой немецкой поэзии.
Написал несколько романов («L’ange et la Sphinge», 1897; «Le double», 1899), стихотворный сборник «La vie mystique» / «Жизнь мистическая» (1893), ряд сочинений, относящихся к музыке и её представителям: «Le drame musical. Richard Wagner, son oeuvre et son idée» (1895), «Histoire du drame musical», «Souvenirs sur Richard Wagner» (1900).
Оригинальный характер носит его сочинение, затрагивающее историю религий — «Les grands initiés» / «Великие посвященные» (1889; Кришна, Гермес, Орфей, Пифагор и др.). Эльзасским, бретонским и другим легендам посвящена его книга «Les grandes légendes de France» (1921).
Пьесы Шюре под общим заглавием «Théâtre de l’âme» (фр. «Театр души») («Les enfants de Lucifer», 1900; «La soeur Gardienne», 1900; и др.), вышли в свет в Париже в 1900—1902 годах. Достаточно малосценичные, но проникнутые философским духом и очень своеобразные по форме, они должны, по мысли Шюре, быть образцами нового репертуара, «театра будущего», который, как он доказывает в своём предисловии, будет распадаться на три отдела:
1. театр чисто народный, общедоступный;
2. театр боевой, тенденциозный, гражданский;
3. театр мечты или души, носящий идеальную, общечеловеческую и философскую окраску. Пьесы Шюре в сочувственных критических отзывах сравнивались с драмами Метерлинка и Аннунцио.

## Издания по-русски
Русский перевод книги Эдуарда Шюре «Великие посвящённые» был сделан теософом и переводчиком Еленой Писаревой и опубликован в Калуге в 1914 году.
Репринт этого издания опубликован в 1991 году российско-канадским издательством СП «Книга принтшоп».

### Список произведений
- Великие посвящённые: Очерк эзотеризма религий = Les Grands Initiés. — 2-е изд. — Калуга: Тип. Губ. Земской Управы, 1914. — 421 с.